# HoboSapiens
HoboSapiens (nebo Hobo Sapiens) je třinácté sólové studiové album velšského hudebníka a skladatele Johna Calea z roku 2003. Jde o jeho první řadové album, které vyšlo u vydavatelství EMI Records. Jeho vydání předcházelo pětipísňové EP nazvané 5 Tracks. Album ostře kontrastuje jak s předchozím řadovým albem Walking on Locusts (1996), které je o hodně přístupnější, tak i s následujícím albem Black Acetate (2005), které je více rockové než toto. Cale často ve svých textech používá jména jiných osobností nebo názvů světových míst. Na tomto album jich použil oproti předchozím albům ještě více, mezi místa patří Zanzibar („Look Horizon“), Afghánistán („Letter from Abroad“) nebo Canterbury („Twilight Zone“) a mezi osobnosti pak Pablo Picasso („Zen“), Piet Mondrian („Zen“) nebo René Magritte („Magritte“). Vedle hudby jsou na albu slyšet různé rušivé elementy. Je to například mluvené slovo v italštině („Reading My Mind“) nebo zvonek („Bicycle“). Na albu se podílela řada hudebníků, například Brian Eno, se kterým Cale v minulosti mnohokrát spolupracoval. Dále přispěla například italská herečka Alba Clemente, stejně jako italské číšnice z newyorské restaurace. Album produkoval John Cale a Nick Franglen. Vedoucím producentem byla Caleova manažerka Nita Scott, která tuto funkci zastávala i na jeho pozdějších nahrávkách.

## Vydání
Po vydání svého dvanáctého alba Walking on Locusts v září 1996 se Cale odmlčel z vydávání nových studiových alb (nadále vydával například soundtracky, avšak nikoliv „písňová“ alba). V květnu 2003 publikoval po sedmileté pauze nové písně. Ty vyšly na EP nazvaném 5 Tracks a s jejich vydáním Cale přislíbil, že později v tomto roce vydá nové řadové album. Nahrávání alba HoboSapiens probíhalo v newyorských studiích MediaLuna a Globe Studios, přičemž různé dodatečné nahrávací práce proběhly v Engine Studios (Chicago), D's Attic (New York) a San Francisco Soundworks (San Francisco). Mixování proběhlo v Eden Studios (Londýn).
Album poprvé vyšlo 6. října 2003 ve Spojeném království, ve Spojených státech amerických až 7. září 2004 s bonusovou třináctou písní „Set Me Free“. Japonská verze alba, vydaná ještě v roce 2003, obsahovala navíc ještě skladby „Where the Creepyboyz Sing“, remix písně „Reading My Mind“ (autorem remixu je duo Parsley Sound) a také „Set Me Free“. Autorem fotografie na obalu alba je Jon Shard. Nad ní je na obalu Caleovo jméno a název alba. Název „Hobo Sapiens“ vznikl jako jazyková hříčka s homo sapiens. Hlavním singlem k albu byla píseň „Things“, která vyšla 27. října 2003. Jako singl byla rovněž vydána píseň „Bicycle“, avšak pouze na 12" vinylové desce.

## Skladby

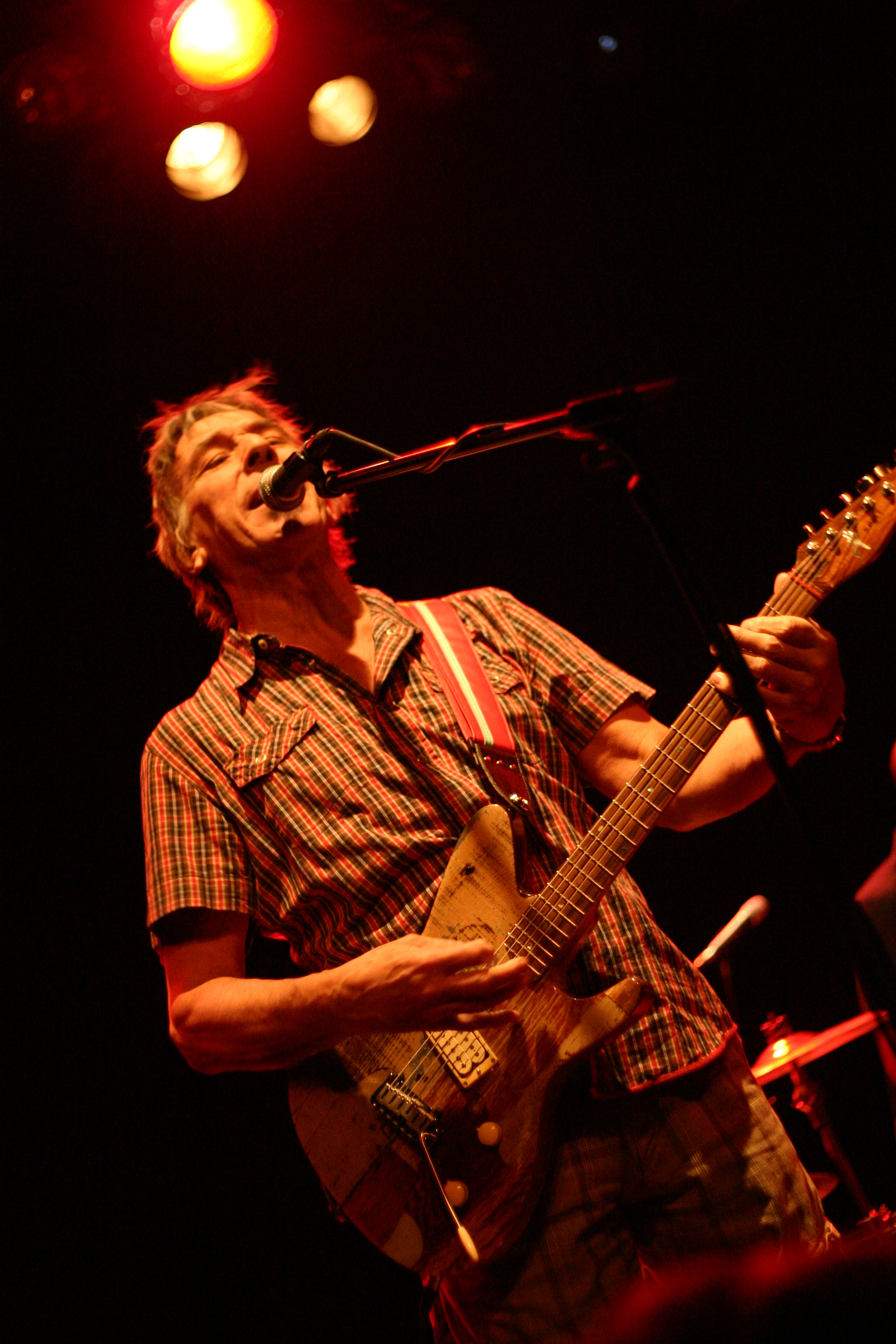
John Cale v pražském divadle Archa (2006)

Album začíná skladbou „Zen“, ještě před ní je však skrytá nově nahraná verze písně „Set Me Free“, jejíž původní verze vyšla na předchozím albu Walking on Locusts. Pokud si posluchač chce poslechnout i skrytou skladbu, musí album přetočit o 4:30 do minusu. Skladba „Zen“ začíná nejprve efekty, po dvaceti sekundách se přidávají bicí a samotný zpěv přichází až v minutě a čtvrt. Calea v částech písně doprovázejí sboroví zpěváci. Cale později přiznal, že se mu původní verze písně „Zen“ příliš nezamlouvala. Uvedl, že velký podíl na její finální verzi (převážně na smyčkách) má Nick Franglen, který použil sampl bicích Bernarda Purdieho. V roce 2007 vyšla její koncertní verze na albu Circus Live.
Svižnější píseň „Reading My Mind“ zahajují zvuky motorů, které se částečně vyskytují po celé čtyři minuty. Mimo ně však i rozbijející se sklo a siréna, to vše doplňují hlasy v italštině a na jejím konci mačkání tlačítek na telefonu. Jde o veselou píseň, kterou však v polovině naruší zvuky nehody. V roce 2007 vyšla na DVD ze zkoušky, které bylo součástí některých verzí alba Circus Live. Následuje „Things“, kde jsou zmíněna rovnou čtyři místa: hora Tiger Mountain, města Denver a Paříž a ostrov Kréta; kromě míst pak karikaturová postava Charlie Brown. Píseň byla inspirována filmem Co dělat v Denveru, když člověk nežije. Různé zdroje tvrdí, že píseň byla inspirována či je poctou písničkáři Warrenu Zevonovi, který rovněž nahrál píseň nazvanou „Things to Do in Denver When You're Dead“. Cale k tomu však řekl, že tu píseň neznal a že inspirací pro vznik jeho díla byl zmiňovaný film. „Things“ je jednoduchá popová píseň založená na kytaře. Cale píseň hrál již v roce 2000 ve filmu Beautiful Mistake, v této verzi jej doprovázela velšská kapela Super Furry Animals.
Po „Things“ následuje „Look Horizon“ (rovněž vyšla na Circus Live), kterou zahajuje bicími vytvořená smyčka, k níž se následně přidá violoncello a poté Cale se zpěvem. V písni jsou rovněž slyšet různé efekty. Rozjede se přibližně v minutě a tři čtvrtě a po další půl minutě se opět zeslabuje do formy jako na počátku písně. Text začíná slovy „medvědi jsou v lese / papež je v Římě / já jsem na pláži v Zanzibaru / nebo tam brzy budu“ a krátce zde mluveným slovem přispěla i Caleova dcera Eden. Pátá „Magritte“ doplněná o beaty je o belgickém výtvarníkovi Reném Magrittovi, kterého Cale označuje za svého nejoblíbenějšího malíře. Na jejím začátku jsou slyšet vlny, při kterých znějí postupně zesilující bicí, a po půl minutě opět přichází violoncello, které provází celou píseň. Po půl druhé minutě se postupně zesiluje a následně je zahrána krátká část na baskytaru a opět návrat zpět. V roce 2007 vyšla v živé verzi na albu Circus Live.
Stejně jako pátá skladba dostala i ta šestá název podle jména osobnosti. Jmenuje se „Archimedes“, podle řeckého matematika a fyzika Archiméda (v angličtině bez diakritiky). Začíná klávesami, postupně se k nim přidá basový zvuk a pomalu se nese se zpěvem až ke konci první minuty, kdy se přidají výrazné bicí. Po skončení začnou šustit noviny a zpívat ptáci. Na rozdíl od „Magritte“ není „Archimedes“ přímo poctou, ale spíš vtipem. Na začátku skladby „Caravan“ je jako ústřední motiv využita viola, ke které se po půl minutě přidají i další nástroje včetně zpěvu. V textu jsou mimo jiné zmíněny močály v Norfolku, absurdní drama Čekání na Godota či Niagarské vodopády.
Ve skladbě „Bicycle“ se Cale opět sešel s Brianem Enem, se kterým spolupracoval již v sedmdesátých letech. Kromě něj se zde představily i jeho dcery Darla a Irial, které namluvily hlasy v pozadí. Píseň je z velké části instrumentální, Cale občas jen zazpívá „to to do do“ a vedle toho je zde slyšet smích. Devátou písní v pořadí je „Twilight Zone“, v jejímž textu je opět zmíněna Francie, ale také Canterbury. Výraznými prvky písně jsou tentokrát hlasité elektrické kytary a klávesy, ale také hlasité vokály (Cale mj. křičí) a kytarové smyčky. K napsání písně „Letter from Abroad“ se Cale inspiroval televizním dokumentem o Tálibánu s názvem Beneath the Veil. Jedenáctou v pořadí je pak „Things X“, což je alternativní verze písně „Things“. Na rozdíl od ní je však experimentálnější. Celé album uzavírá „Over Her Head“ začínající zvoněním, do kterého se po půl minutě přidává klavír; zpěv přichází až v minutě a dvacet sekund. Po čtvrté minutě se zrychlí tempo provázené bicími a kytarovým sólem. Zvuky v písni rovněž doplňuje viola.

## Podpora alba
Dne 26. října 2003 Cale odehrál koncert v Londýně, který natočila BBC. Dne 31. října pak hrál v pořadu Later... with Jools Holland, kde však nepředstavil žádnou skladbu z nového alba, ale „E Is Missing“ z předchozího EP a „Venus in Furs“ z prvního alba kapely The Velvet Underground, v níž Cale v minulosti působil. V rámci turné na podporu alba navštívil řadu evropských zemí (Spojené království, Portugalsko, Nizozemsko, Lucembursko, Belgie, Francie, Německo, Švýcarsko, Itálie, Rakousko, Dánsko a Švédsko). Během turné vystoupil dne 22. listopadu 2003 Cale se svou doprovodnou skupinou v Paláci Akropolis v Praze. Po americkém vydání alba, na podzim 2004, Cale absolvoval rovněž krátké turné po USA. Vyšel rovněž propagační film nazvaný JC-03, jehož režisérem byl Grant Gee, obsahující mimo jiné záběry z nahrávání alba. V rámci podpory alba bylo rovněž vytvořeno několik fotografií od Billyho Namea, na kterých byl Cale oblečen od módní návrhářky a Caleovy bývalé manželky Betsey Johnsonové.

## Kritika
Kritik Thom Jurek, který desku ve své recenzi pro server Allmusic ohodnotil čtyřmi a půl z pěti možných hvězdiček, o ní řekl: „V průběhu dvanácti písní na albu HoboSapiens je Caleův rozhled fantastický, téměř jasný a plný tajemství a historie, s filozofií, náboženstvím, prapodivnými kulturními artefakty a hořkým humorem – to vše je tkané dohromady s moderním post-rockem a pop music.“ Dodal, že album je Caleovou nejlepší a nejprovokativnější deskou od alba Honi Soit (1981). Nakonec napsal, že je ironií, že dvě nejodvážnější a nejvíce originální popové desky roku 2003 pocházejí od starých hudebníků – vedle Calea je to ještě Cuckooland od Roberta Wyatta. Publicista Dave Simpson ve své recenzi pro deník The Guardian (album ocenil čtyřmi z pěti hvězd) prohlásil, že „Cale je impozantní existence, jeho znechucený velšský baryton vykouzluje živé obraznosti a nalívá opovržení a předtuchu o zlu světa.“ Ital Piero Scaruffi ve své recenzi uvedl, že jde o „nejzásadnější a nejradostnější dílo Caleovy kariéry,“ načež dodal, že album je „důstojným projevem jeho umění na pomezi popu a avantgardy, nyní aktualizované do digitálního věku“. Rovněž řekl, že „Cale důsledně obrátil existenční rozpor do nové formy syntézy a soudržnosti, vzpírá všechny fyzikální zákony a logiky.“
Český novinář Antonín Kocábek o albu mimo jiné napsal: „John Cale zplodil další desku, která se sice asi nestane nějakým historickým zásekem, ale za pozornost rozhodně stojí nejen pro autorovy příznivce. Obstojí i jako pouhá relaxační kulisa, i jako objekt soustředěného poslechu pro náročné. Je to album, které se neohlíží do minulosti, a na to, abyste se ujistili, kdy vzniklo, se nemusíte koukat na letopočet v bookletu, ale prostě si ho stačí pustit. Moderní ve všech směrech.“ Kritik Nick Reynolds ve své recenzi pro BBC uvedl, že „mnohé z těchto skladeb [na albu] jsou spíše zvukové sochy než písně“. Podle časopisu Uncut není album HoboSapiens Caleovým mistrovským dílem (tento nárok stále patří albu Music for a New Society z roku 1982), avšak jde o velmi výjimečnou nahrávku. Album v recenzi dostalo pět z pěti možných hvězd. Album se umístilo na 36. příčce, kde vydrželo jeden týden, v dánském žebříčku IFPI Denmark.

## Seznam skladeb
Autorem všech skladeb je John Cale.
| Pořadí | Název                        | Délka |
| ------ | ---------------------------- | ----- |
| 0.     | Set Me Free (skrytá skladba) | 4:35  |
| 1.     | Zen                          | 6:03  |
| 2.     | Reading My Mind              | 4:11  |
| 3.     | Things                       | 3:36  |
| 4.     | Look Horizon                 | 5:40  |
| 5.     | Magritte                     | 4:58  |
| 6.     | Archimedes                   | 4:40  |
| 7.     | Caravan                      | 6:43  |
| 8.     | Bicycle                      | 5:05  |
| 9.     | Twilight Zone                | 3:49  |
| 10.    | Letter from Abroad           | 5:10  |
| 11.    | Things X                     | 4:50  |
| 12.    | Over Her Head                | 5:22  |

| Bonusy na japonské verzi | Bonusy na japonské verzi  | Bonusy na japonské verzi |
| Pořadí                   | Název                     | Délka                    |
| ------------------------ | ------------------------- | ------------------------ |
| 13.                      | Where the Creepyboyz Sing | 4:25                     |
| 14.                      | Reading My Mind (remix)   | 4:59                     |
| 15.                      | Set Me Free               | 4:32                     |

## Obsazení

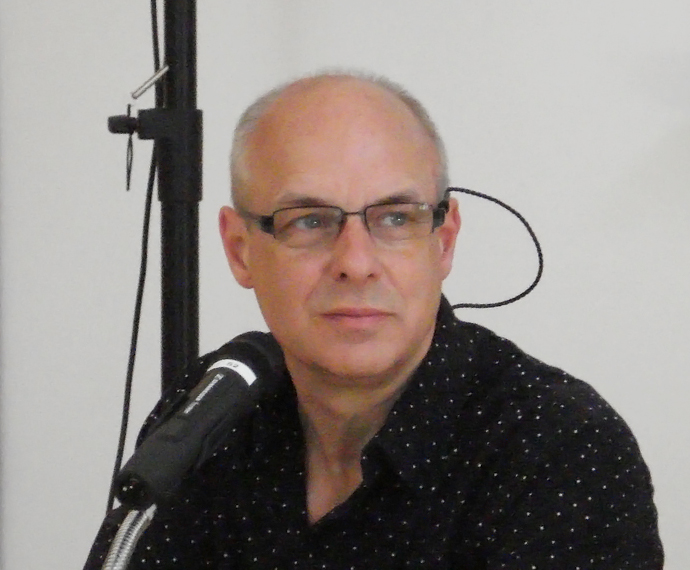
Brian Eno (2008)

- John Cale – zpěv, klávesy, kytara, elektrická viola, viola, baskytara, harmonium, samply, doprovodné vokály
- Andy Green – kytara, samply
- Erik Sanko – baskytara, dulcimer
- Joe Gore – kytara
- Emil Miland – violoncello
- Ryan Coseboom – samply
- Mikael „Count“ Eldridge – smyčky, samply
- Marco Giovino – bicí, perkuse
- Roberto, Daniele, Alba Clemente, Giovani – hlasy v italštině
- Lance Doss – kytara, doprovodné vokály
- John Kurzweig – kytara
- Joel Mark – kytara, baskytara
- Jeff Eyrich – baskytara
- Bill Swartz – bicí
- Eden Caleová – mluvené slovo
- Dimitri Tikovoi – samply
- Brian Foreman – baskytara
- Shelley Harland – samply
- Lisa Bielawa – doprovodné vokály
- Elizabeth Farnum – doprovodné vokály
- Alexandra Montana – doprovodné vokály
- Gayla Morgan – doprovodné vokály
- Brian Eno – smyčky v „Bicycle“
- Darla & Irial Eno – „giggles“ (hlasy) v „Bicycle“
- Nick Franglen – hlas přes megafon a „monster toys“ v „Things X“[33]

Technická podpora
- John Cale – produkce, aranžmá
- Nick Franglen – produkce
- Jon Shard – fotografie
- Nita Scott – vedoucí producent
- Andy Green – nahrávání
- Mikael „Count“ Eldridge – nahrávání, mixing
- Cameron Jenkins – mixing
- Brian Deck – zvukový technik
- Rick Myers – obal alba